# Tojad mocny
Tojad mocny (Aconitum firmum Rchb.) – gatunek rośliny należący do rodziny jaskrowatych. Występuje w strefie klimatu umiarkowanego Europy i Azji. W Polsce występuje w Sudetach i Karpatach: w Tatrach, na Gubałówce, na Babiej Górze i w Paśmie Policy, na Pilsku, i na Baraniej Górze. Zdziczały z uprawy występuje (ergazjofigofit) również na niżu.

## Morfologia

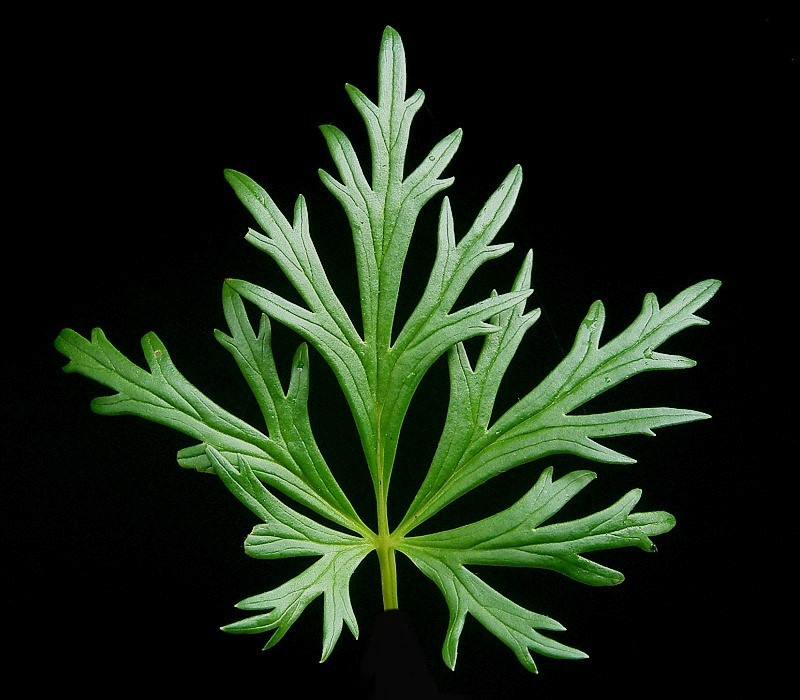
Liść

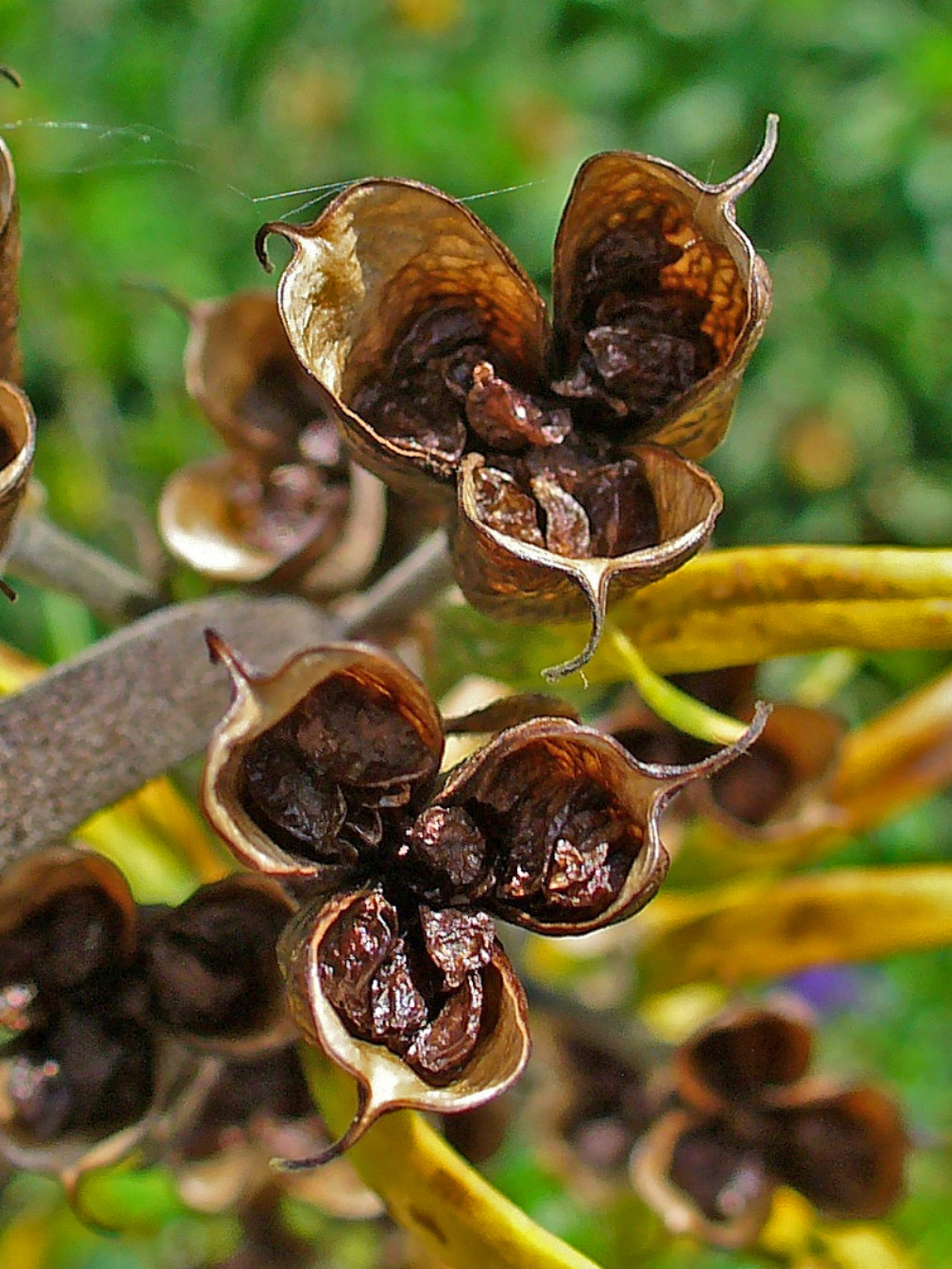
Owoc z nasionami

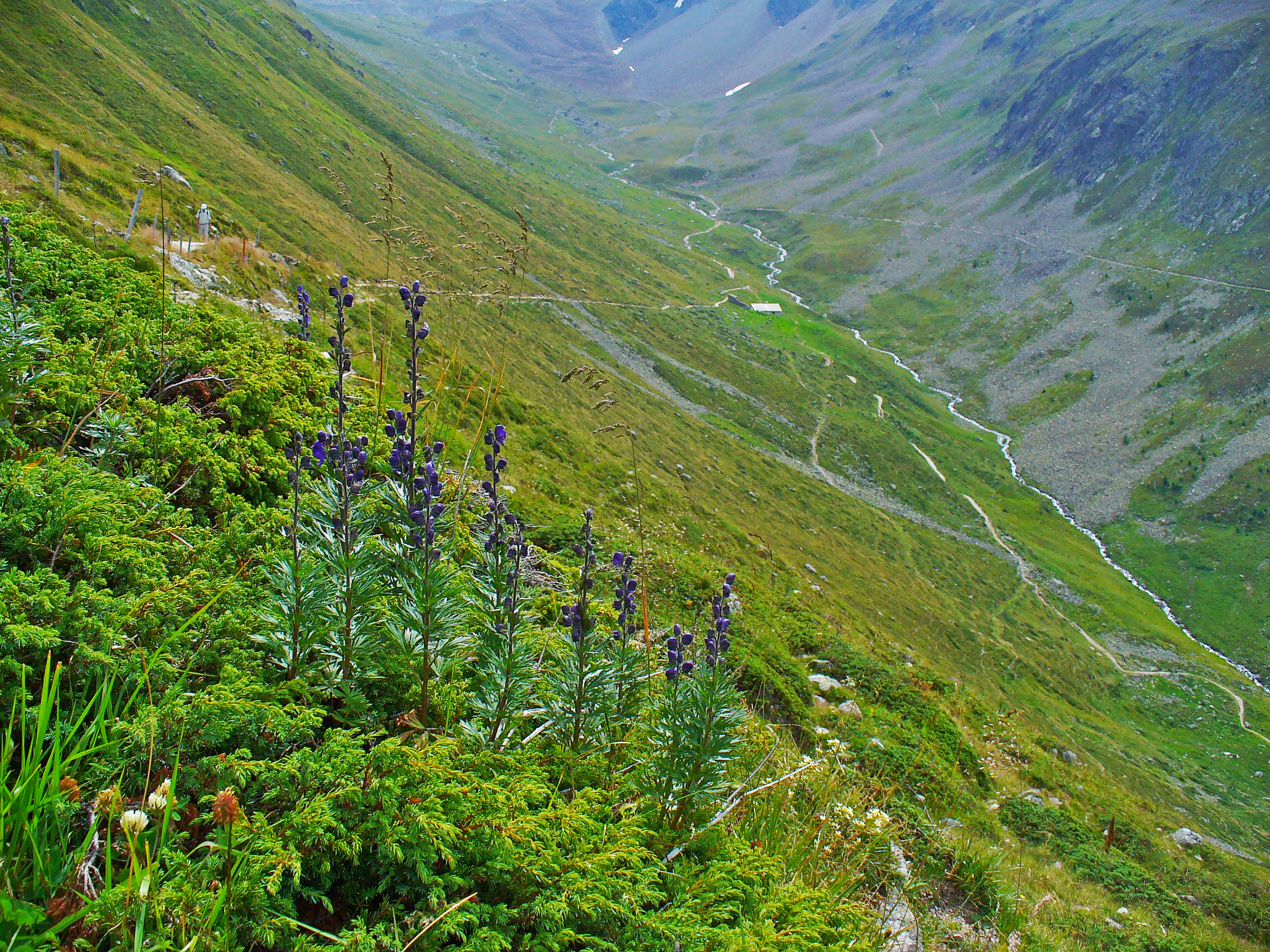
Kępa tojadu na górskim zboczu

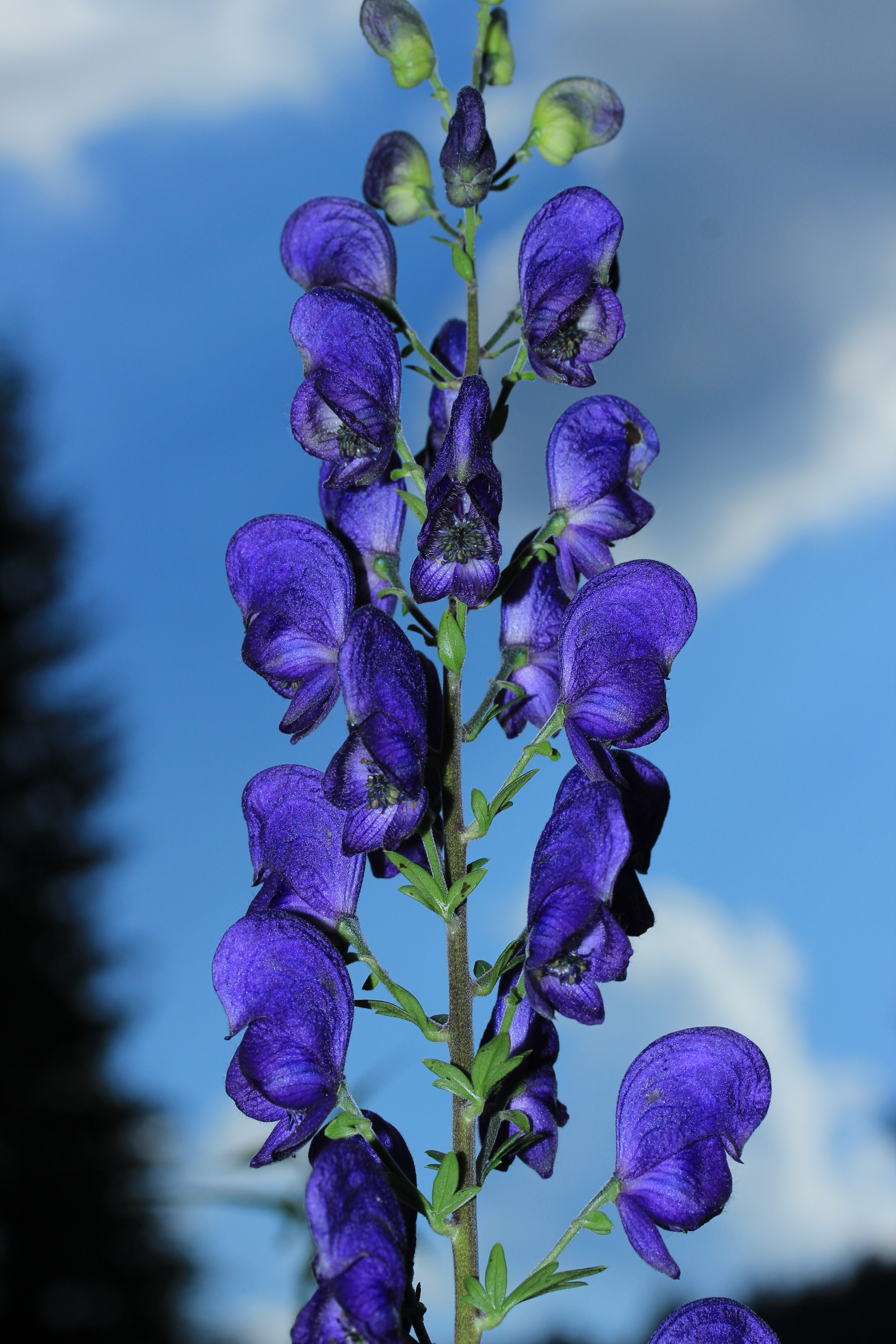
Kwiaty tojadu mocnego morawskiego

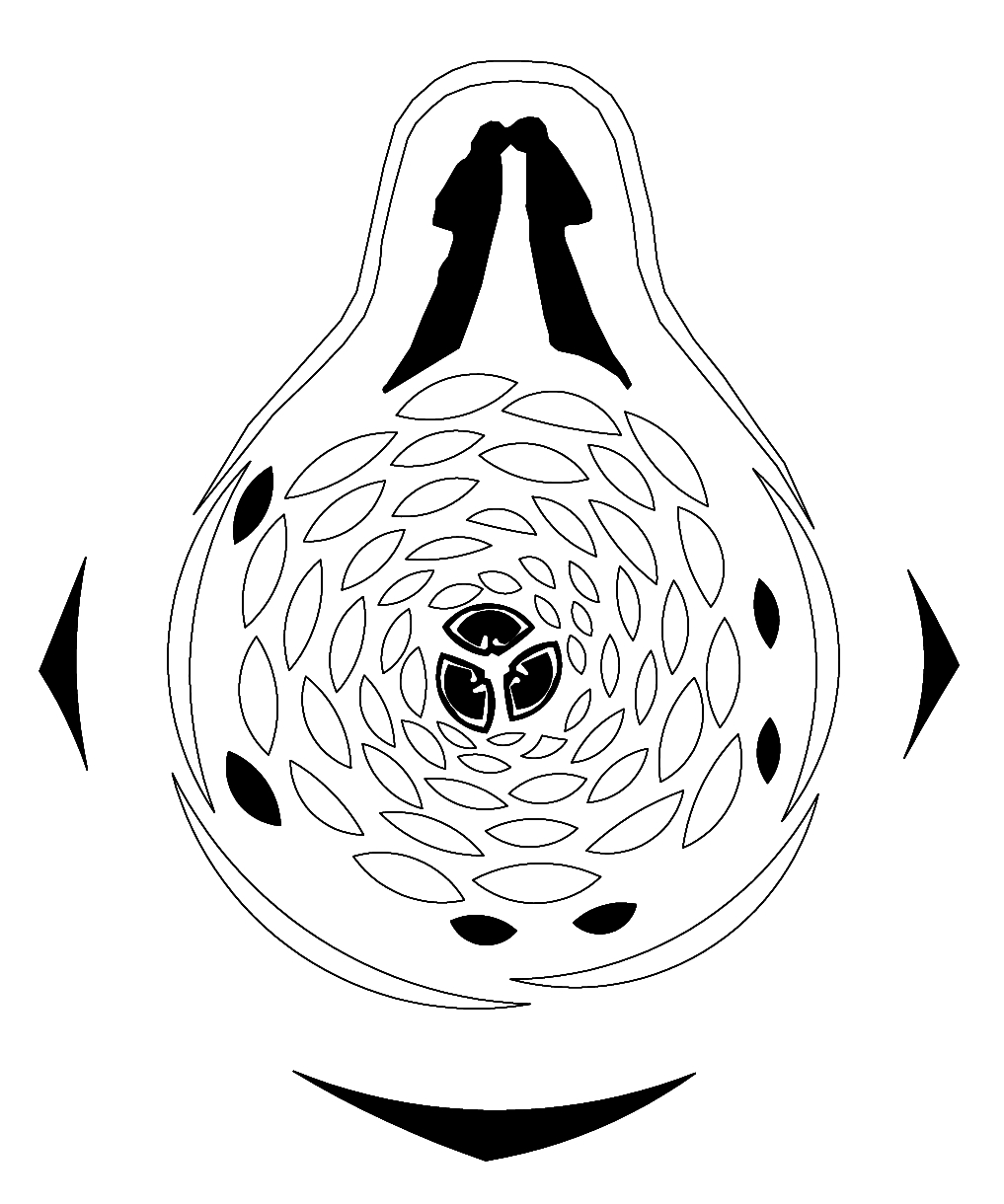
Narys kwiatowy

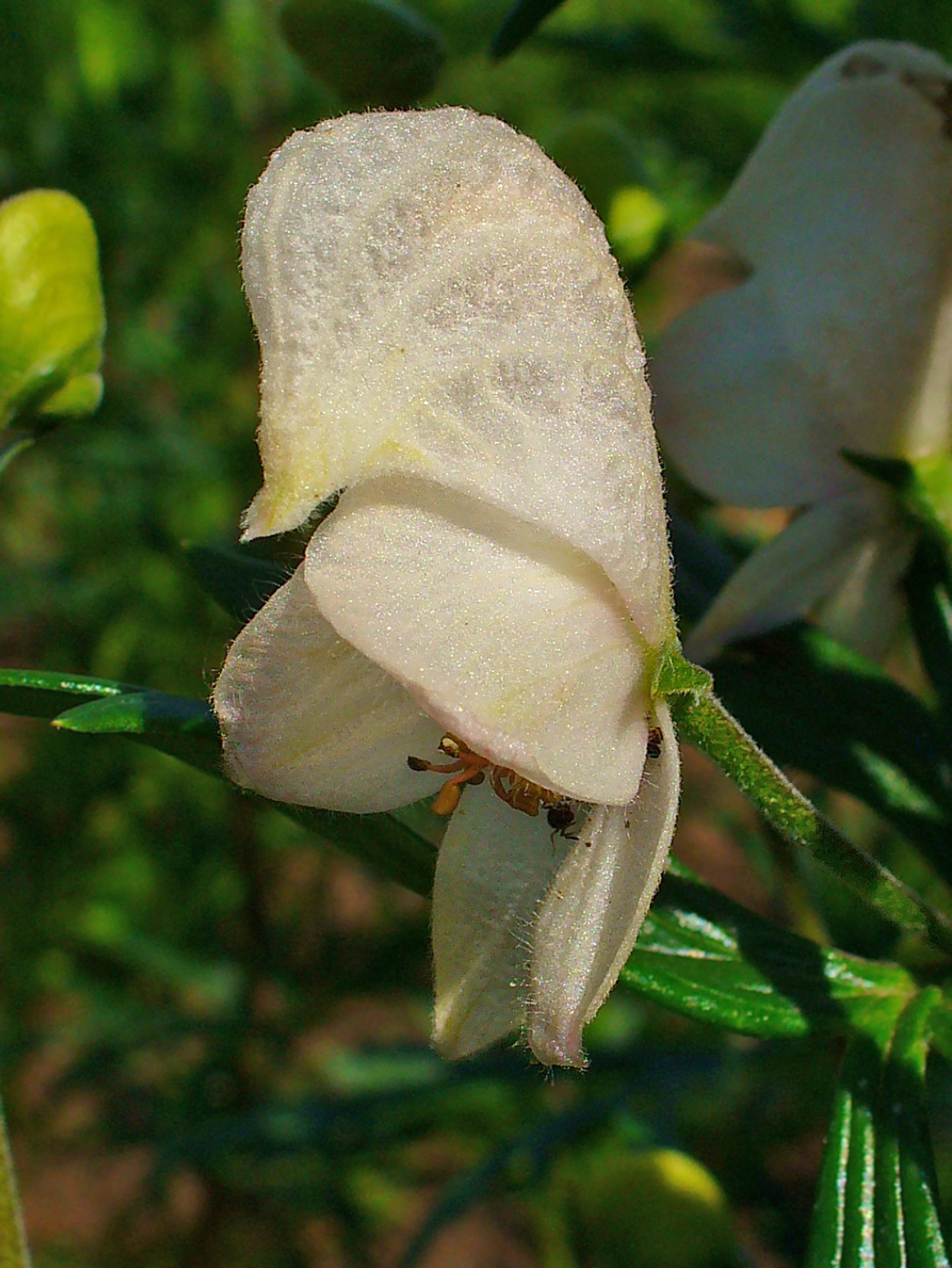
'Albus'

ŁodygaWzniesiona i zwykle nierozgałęziająca się. Jest gruba, sztywna, naga i pusta w środku. Osiąga wysokość do 150 cm.
LiścieUlistnienie skrętoległe. Liście duże, dłoniaste, głęboko podzielone na kilka odcinków, 5–7 sieczne, głęboko ząbkowane.
KwiatyKwiatostan znajdujący się na górnej części łodygi składa się z grona lub kilku gron o fioletowo-granatowej barwie. Kwiaty grzbieciste, o opadającym okwiecie, do 5 cm długości i do 2 cm szerokości. Górna część okwiatu hełmowata, zawiera wewnątrz dwa miodniki na długich trzonkach. Miodniki pochodzą z przekształconych płatków korony, mieszczą się w nieco zgiętej ostrodze. Natomiast cały barwny kwiat, na który składają się 4 płatki i hełm, pochodzi z przekształconego kielicha. Charakterystyczną cechą gatunkową, po której najłatwiej rozróżnić go od innych bardzo podobnych gatunków tojadu jest jego hełm. U tojadu mocnego ma on taką samą wysokość, jak szerokość. W środku kwiatu od 3 do 5 słupków otoczonych licznymi pręcikami z ciemnymi pylnikami, na szerokich, czarno-białych nitkach.
OwocMieszek zawierający liczne drobne nasiona. Mają one gładkie ściany i oskrzydlone krawędzie. Dojrzewają od września i stopniowo rozsiewają się, również przez zimę.
KorzeńBulwiasty, o barwie czarnobrunatnej. Długie i silne korzenie umacniają w górach osypujące się zbocza.

## Biologia i ekologia
RozwójBylina, hemikryptofit. Kwitnie od czerwca do sierpnia, zależnie od wysokości stanowiska n.p.m. Zapylany jest wyłącznie przez trzmiele. Na świecie zasięg tojadu mocnego pokrywa się z zasięgiem trzmiela.
SiedliskoGóry i podgórza, na wysypiskach skalnych i nad potokami, na brzegach lasów, na halach górskich, w ziołoroślach. W Tatrach jest rośliną pospolitą i występuje od regla dolnego po piętro halne.
FitosocjologiaGatunek charakterystyczny dla związku (All.) Adenostylion alliariae i Ass. Aconitetum firmi.
Cechy fitochemiczneRoślina bardzo silnie trująca, jedna z najsilniej trujących roślin krajowych. Trująca jest cała roślina, a najbardziej korzenie i nasiona. Zawiera silnie trujący alkaloid akonitynę; za śmiertelną dawkę uważa się już 2–5 mg tej substancji (przy doustnym spożyciu). Bydło i owce instynktownie nie jedzą jej. Akonityna początkowo działa pobudzająco, a potem paraliżująco na nerwy czuciowe i ruchowe, co może spowodować śmierć wskutek paraliżu mięśni oddechowych i zatrzymania pracy serca. Może wnikać również przez skórę.
GenetykaLiczba chromosomów 2n= 32.

## Zmienność
Krytyczna lista roślin naczyniowych Polski podaje następujące podgatunki:
- subsp. firmum Rchb. – tojad mocny typowy
- subsp. maninense (Skalický) Starmühl – tojad mocny kosmaty
- subsp. morawicum Skalický – tojad mocny morawski
- nothosubsp. paxi Starmühl – tojad mocny Paxa
- nothosubsp. zapalowiczi Starmühl – tojad mocny Zapałowicza

## Zagrożenia i ochrona
Roślina objęta w Polsce ścisłą ochroną gatunkową. Bywa zrywana ze względu na swoje ładne kwiaty lub przesadzana do ogródków przydomowych. Jest dobrze chroniony; większość jego stanowisk znajduje się na obszarach chronionych: w tatrzańskim i babiogórskim parku narodowym oraz w rezerwatach, np. Rezerwat przyrody Pod Rysianką.

## Nazewnictwo
Ludowa nazwa tojadu nawiązująca do jego trujących właściwości to „mordownik”, zaś Pliniusz Starszy, również nawiązując do jego trujących własności nazywa go „arszenikiem roślinnym”. Inna nazwa ludowa tojadu to „Pantofelki Matki Boskiej”. Według porzekadła roślina ta użyczyła swoich intensywnie szafirowych płatków na pantofle dla Maryi, gdy zdarła trzewiki uciekając z Dzieciątkiem Jezus i ze św. Józefem do Egiptu.

## Zastosowanie i uprawa
- Roślina lecznicza: tojad stosowany był dawniej w lecznictwie, obecnie w Polsce nie jest używany do celów leczniczych[9]. Surowcem zielarskim był bulwiasty korzeń (Tuber Aconiti). Zawiera m.in. alkaloidy – akonityna, benzoakonityna, neopelina, akonina, napelina, hypoakonityna; jak również skrobię i cukry.
- Roślina ozdobna uprawiana w ogrodach na rabatach, dobrze nadaje się też do obsadzania obrzeży zbiorników wodnych[10]. Najlepiej rośnie na żyznej glebie i na częściowo zacienionym stanowisku[10]. Jest bardzo żywotny, lubi wilgotną glebę, rośnie równie dobrze w pełnym słońcu, jak i w półcieniu[10]. Rozmnaża się go przez podział jesienią (po obeschnięciu liści), lub przez wysiew nasion[10]. W uprawie znajdują się także mieszańce z innymi gatunkami tojadów oraz gatunki azjatyckie.
- Roślina trująca: W starożytności wykorzystywany był jako zabójcza trucizna – miał zostać użyty m.in. do otrucia Arystotelesa, zaś według Dioskurydesa jad tojadu jest tak silny, że zabija skorpiony[8]. W średniowieczu używano go do zatruwania strzał i mieczy[6]. W Europie w okresie renesansu był najczęściej stosowaną trucizną[8].